# Patience (chanson de Guns N' Roses)
Pour les articles homonymes, voir Patience (homonymie).
Singles de Guns N' Roses
Paradise City
(1988) Nightrain
(1989)
Patience est une chanson acoustique du groupe de hard rock américain Guns N' Roses qui apparaît en 1988 sur l'album G N' R Lies. La chanson sort sous forme de single en 1989. La chanson atteint la 4e place dans les charts du Billboard Hot 100. La chanson est jouée avec trois guitares acoustiques et a été enregistrée en une seule session par le producteur Mike Clink. Un vidéoclip est tourné, il apparaît sur le DVD du groupe, Welcome to the Videos.

## Histoire
Le sujet de la chanson est la relation troublée entre Axl Rose et sa fiancée Erin Everly. D'après Duff McKagan, « Axl est arrivé avec un magnifique texte qui est devenu la base de la chanson. » [réf. nécessaire]
Axl Rose et Izzy Stradlin sont considérés comme les deux auteurs de la chanson.[réf. nécessaire]

## Crédits
- W. Axl Rose – voix, sifflement
- Slash – guitare acoustique
- Izzy Stradlin – guitare acoustique, chœurs
- Duff "Rose" McKagan – guitare acoustique, chœurs
- Steven Adler – chœurs

## Classements et certifications
| Classement (1989–1990)                 | Meilleure position |
| -------------------------------------- | ------------------ |
| Allemagne de l'Ouest (Media Control)   | 38                 |
| Australie (ARIA)                       | 16                 |
| Belgique (Flandre Ultratop 50 Singles) | 9                  |
| États-Unis (Hot 100)                   | 4                  |
| États-Unis (Mainstream Rock)           | 7                  |
| Finlande (Suomen virallinen lista)     | 8                  |
| Irlande (IRMA)                         | 2                  |
| Nouvelle-Zélande (RMNZ)                | 4                  |
| Pays-Bas (Nederlandse Top 40)          | 4                  |
| Pays-Bas (Single Top 100)              | 3                  |
| Royaume-Uni (UK Singles Chart)         | 10                 |
| Suisse (Schweizer Hitparade)           | 16                 |

| Classement (1989)           | Position |
| --------------------------- | -------- |
| Australie (ARIA)            | 56       |
| Belgique (Flandre Ultratop) | 75       |
| États-Unis (Hot 100),       | 71       |
| Nouvelle-Zélande (RIANZ)    | 48       |
| Pays-Bas (Single Top 100)   | 24       |

| Classement (2019) | Position |
| ----------------- | -------- |
| Portugal (AFP)    | 2032     |

### Certifications
| Pays                              | Certification | Ventes certifiées |
| --------------------------------- | ------------- | ----------------- |
| Australie (ARIA)                  | Or            | 35 000^           |
| États-Unis (RIAA)                 | Or            | 500 000*          |
| xNon précisé par la certification |               |                   |

## Dans la culture populaire

### Au cinéma
Patience est utilisée en 1991 dans le film de Martin Scorsese, Les Nerfs à vif.
En 2013, la chanson est utilisée dans le film Warm Bodies.

## Version de Chris Cornell
Singles de Chris Cornell
When Bad Does Good
(2018)
Le chanteur et musicien de rock américain Chris Cornell a repris la chanson Patience. Sa reprise est sortie à titre posthume le 20 juillet 2020 sous le label Universal,.
Elle atteint notamment la 1re place du classement Mainstream Rock, la 25e place du classement Alternative Songs et la 17e place du classement Hot Rock Songs aux États-Unis.

### Classements

#### Classements hebdomadaires
| Classement (2020)                 | Meilleure position |
| --------------------------------- | ------------------ |
| Canada (Digital Songs)            | 18                 |
| Canada (Rock)                     | 2                  |
| États-Unis (Digital Songs)        | 19                 |
| États-Unis (Alternative Songs)    | 25                 |
| États-Unis (Hot Rock Songs)       | 17                 |
| États-Unis (Mainstream Rock)      | 1                  |
| Royaume-Uni (UK Physical Singles) | 14                 |

#### Classements de fin d'année
| Classement (2020)           | Position |
| --------------------------- | -------- |
| États-Unis (Hot Rock Songs) | 72       |